# Municipio de Keene (Dakota del Norte)
El municipio de Keene (en inglés: Keene Township) es un municipio ubicado en el condado de McKenzie en el estado estadounidense de Dakota del Norte. En el año 2010 tenía una población de 41 habitantes y una densidad poblacional de 0,43 personas por km².

## Geografía
El municipio de Keene se encuentra ubicado en las coordenadas 47°58′44″N 102°57′45″O / 47.97889, -102.96250. Según la Oficina del Censo de los Estados Unidos, el municipio tiene una superficie total de 95.52 km², de la cual 95,52 km² corresponden a tierra firme y (0 %) 0 km² es agua.

## Demografía
Según el censo de 2010, había 41 personas residiendo en el municipio de Keene. La densidad de población era de 0,43 hab./km². De los 41 habitantes, el municipio de Keene estaba compuesto por el 100 % blancos. Del total de la población el 0 % eran hispanos o latinos de cualquier raza.